# Liste der Monuments historiques in Saint-Ambroix (Cher)
Die Liste der Monuments historiques in Saint-Ambroix (Cher) führt die Monuments historiques in der französischen Gemeinde Saint-Ambroix auf.

## Liste der Objekte
| Bezeichnung | Beschreibung | Standort                        | Kennzeichnung | Schutzstatus | Datum | Bild |
| ----------- | ------------ | ------------------------------- | ------------- | ------------ | ----- | ---- |
| Taufbecken  | Kupfer, 1776 | in der Kirche St-Ambroix (Lage) | PM18000800    | Classé       | 2013  |      |